# Cestistica San Severo 2010-2011
La Cestistica San Severo 2010-2011, sponsorizzata Mazzeo, ha preso parte al campionato professionistico italiano di Legadue.

## Verdetti
- Legadue:
  - stagione regolare: 16º posto su 16 squadre (6 vittorie e 24 sconfitte);
    - retrocessione in Divisione Nazionale A.

## Storia
La squadra debutta in Legadue grazie ad un ripescaggio. Nell'estate 2010 i gialloneri erano terzi nella graduatoria delle società aventi diritto ad essere ripescate, pertanto la radiazione di Napoli e la scomparsa di Vigevano e Fortitudo Bologna hanno permesso la salita del club in seconda serie.
La stagione parte male e dopo sole 4 partite viene tagliato Delonte Holland, ala reduce da una parentesi negli Emirati Arabi Uniti che pochi anni prima riuscì a segnare anche 50 punti in una partita di Serie A. Il suo rendimento a San Severo è stato di 14,3 punti di media con il 42% da due e un complessivo 0/13 da tre, ma durante la sua permanenza ha subìto anche contestazioni del pubblico ed avuto problemi con lo spogliatoio. Al suo posto arrivano l'ala Fabio Zanelli e il trentottenne Randy Childress, playmaker con trascorsi anche in NBA.
Dopo poche settimane viene sostituito coach Ciani con coach Bartocci e viene tagliato anche il primo americano della storia della Cestistica, ovvero Myles McKay (ingaggiato in estate e proveniente dal campionato ceco). Parte anche la guardia Leonavičius, mentre al suo posto viene firmato il macedone Riste Stefanov.
La prima vittoria in campionato arriva solamente dopo 13 giornate, il 2 gennaio 2011.
A gennaio Childress si frattura la mandibola e per sostituirlo temporaneamente arriva il ventunenne Jakub Kudláček in prestito da Reggio Emilia. Alla fine dello stesso mese, in corrispondenza della 3ª giornata di ritorno, la squadra giallonera riesce ad abbandonare l'ultimo posto in classifica, raggiungendo e sorpassando Forlì grazie alla quarta vittoria in campionato. A febbraio invece viene tagliato Aaron Johnson a favore del pivot oriundo Diego Alberto Ferrero (che chiuderà con 0,3 punti in 11,3 minuti di media).
Battendo Pistoia alla 7ª giornata di ritorno la Mazzeo San Severo vince la sua sesta partita ed è ancora penultima, ma da qui in poi non vi saranno altre gare vittoriose: si apre infatti una striscia aperta di 8 sconfitte consecutive, che condanna il club alla retrocessione matematica a tre giornate dalla fine. Alla penultima giornata, sul campo dei Crabs Rimini, l'intera squadra di San Severo riesce a segnare un totale di soli 6 punti nei primi due quarti (45-6 all'intervallo). La stagione si conclude con la sconfitta interna contro Forlì con il risultato di 82-121.